# Francisco Villa, San Salvador
Francisco Villa är en ort i Mexiko.   Den ligger i kommunen San Salvador och delstaten Hidalgo, i den sydöstra delen av landet, 100 km norr om huvudstaden Mexico City. Francisco Villa ligger 1 958 meter över havet och antalet invånare är 224.
Terrängen runt Francisco Villa är platt åt sydost, men åt nordväst är den kuperad. Runt Francisco Villa är det ganska tätbefolkat, med 120 invånare per kvadratkilometer. Närmaste större samhälle är San Salvador, 3,3 km söder om Francisco Villa. Omgivningarna runt Francisco Villa är en mosaik av jordbruksmark och naturlig växtlighet.